# 安卡拉車站
安卡拉車站（土耳其語：Ankara Garı）是安卡拉的中央鐵路車站。此站是土耳其最繁忙的鐵路車站，每天服務181班列車，亦是國內與國外列車的交通樞紐，並設有地鐵站。安卡拉車站為伊斯坦堡－安卡拉鐵路的總站，亦是安卡拉－伊斯坦堡高速鐵路的總站。以裝飾風藝術設計的車站大樓於1937年啟用。2016年10月29日為高速列車而設的新車站啟用。

## 歷史
2009年，安卡拉－埃斯基謝希爾的高速鐵路通車。
2015年10月10日當地時間早上10:04（EEST）發生爆炸。兩個位於安卡拉車站入口外的炸彈爆炸，造成超過105人死亡400多人受傷。這一次襲擊是土耳其歷史上最嚴重的一次。

## 服務

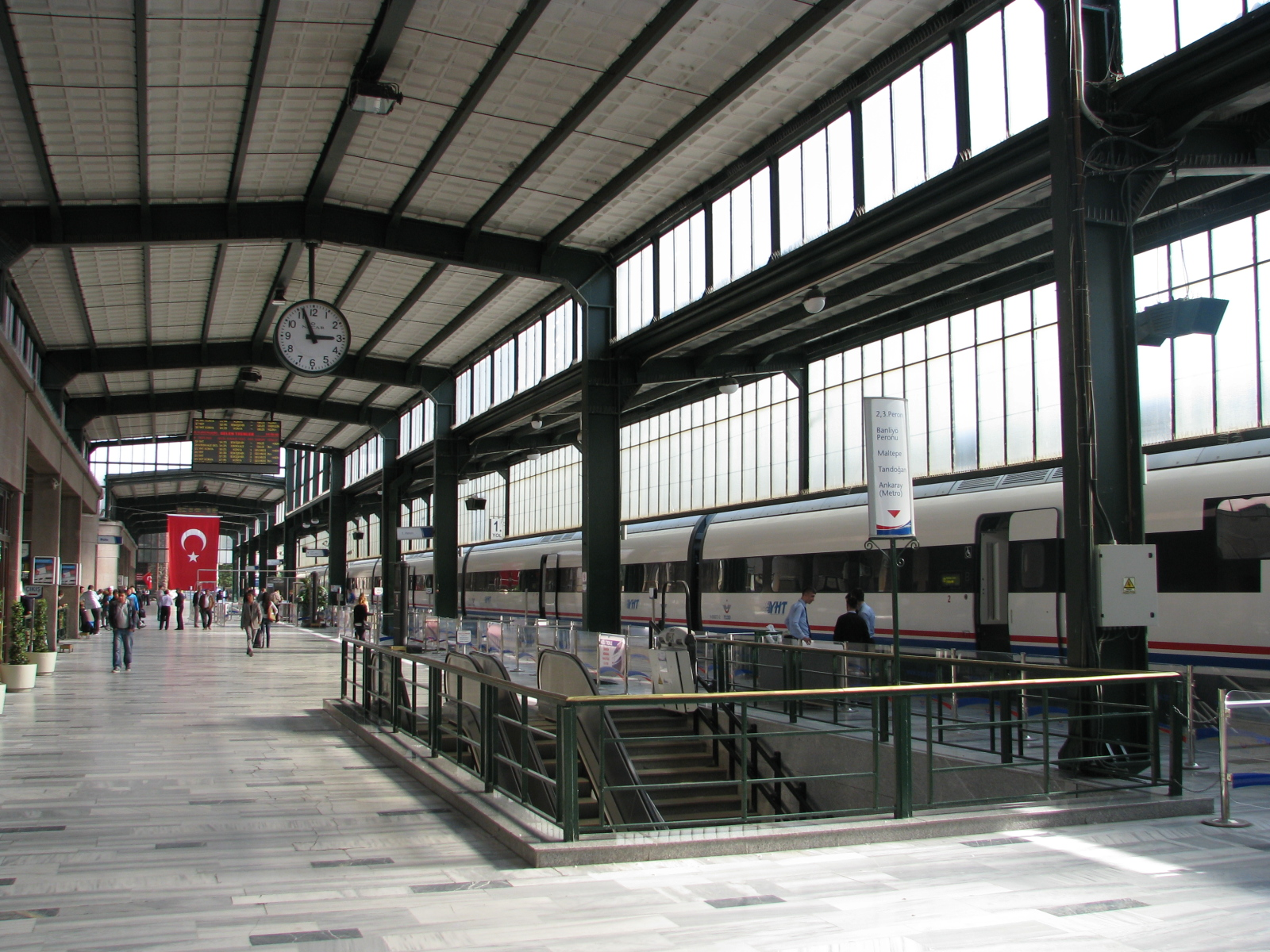
一列TCDD HT65000停靠安卡拉車站

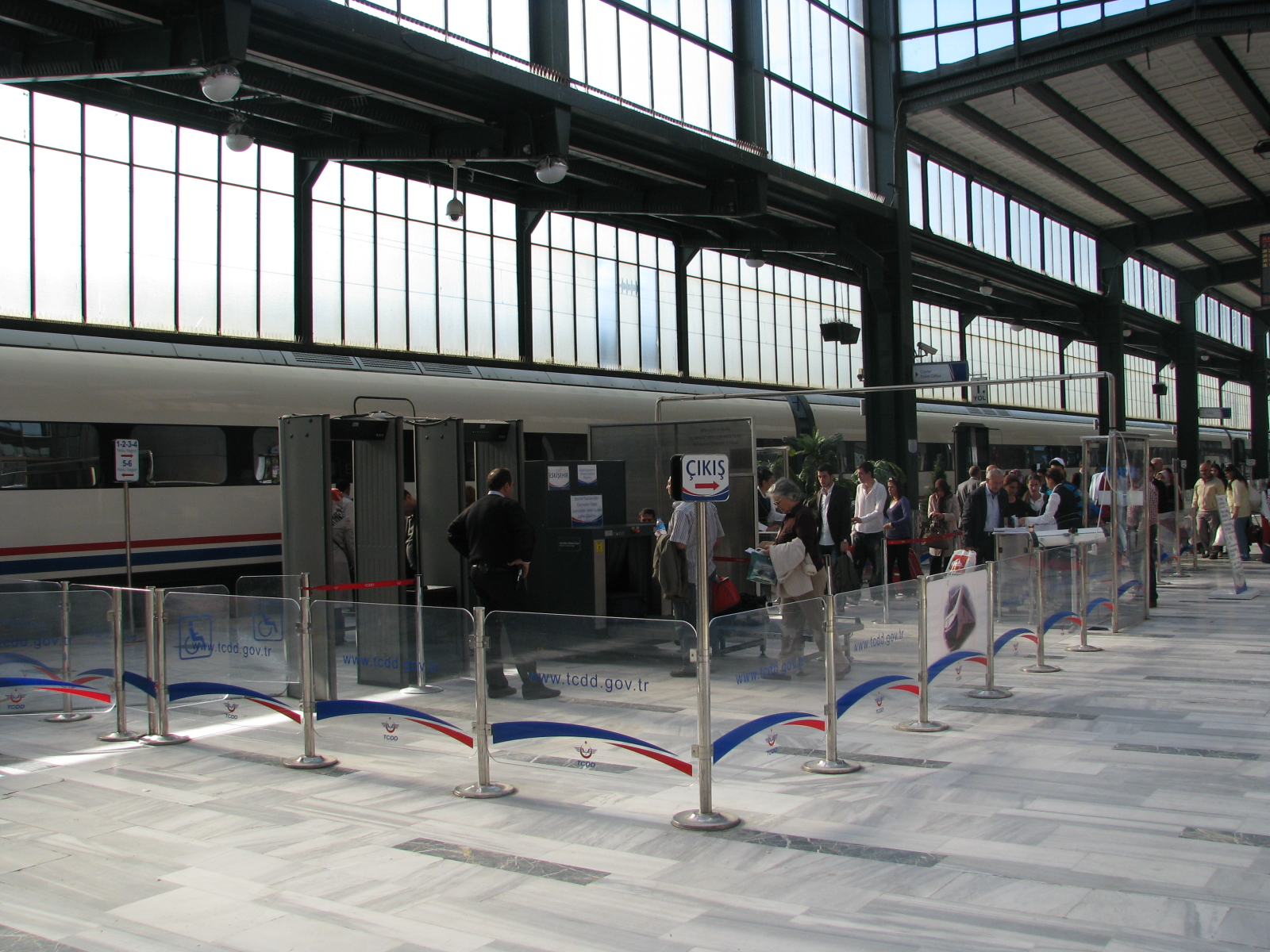
一列TCDD HT65000停靠安卡拉車站

## 構造

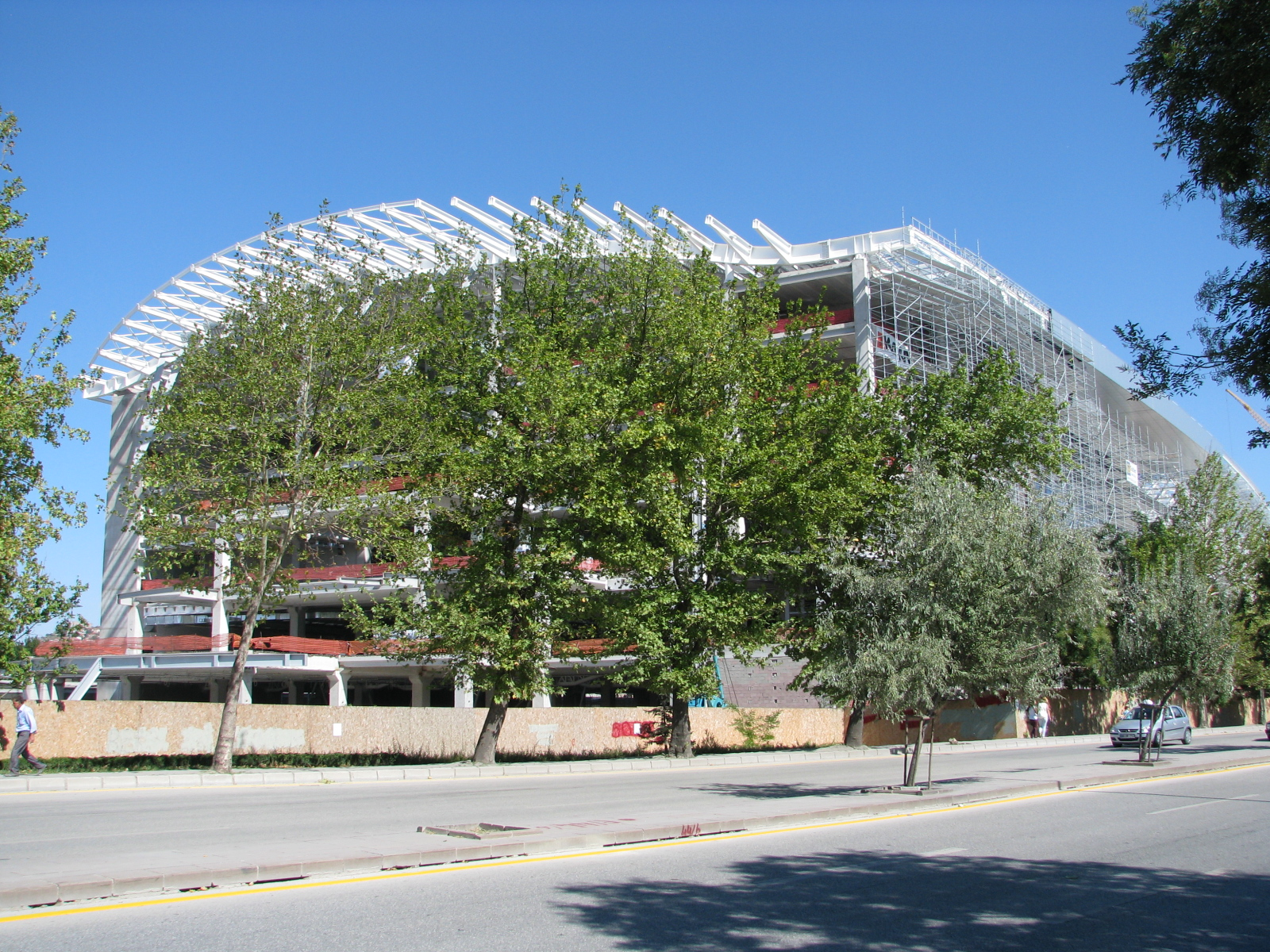
安卡拉高速列車站工地

車站設有6個長月台，4個由長距離列車使用，另外2個由通勤列車使用。
2016年10月29日為高速列車而建的新車站啟用。新車站可提供每日50,000人次使用。車站大樓亦設有134個酒店房間及超級200個餐廳、咖啡店、娛樂場所、商店及辦公室可供租用，並設有一個可容納900架車輛的停車場 。

## 外部連結
- http://www.trainsofturkey.com/w/pmwiki.php/History/TCDD#toc9（页面存档备份，存于）
- http://www.trainsofturkey.com/w/pmwiki.php/History/CFOA（页面存档备份，存于）